# Pimpinella ahmarensis
Pimpinella ahmarensis är en flockblommig växtart som beskrevs av Dawit. Pimpinella ahmarensis ingår i släktet bockrötter, och familjen flockblommiga växter. Inga underarter finns listade i Catalogue of Life.